# Guo Ailun
Dans ce nom, le nom de famille, Guo, précède le nom personnel.
Guo Ailun, né le 14 novembre 1993 à Liaoning en Chine, est un joueur de basket-ball chinois, évoluant au poste de meneur.